# Aphantaulax katangae
Aphantaulax katangae är en spindelart som först beskrevs av Louis Giltay 1935.  Aphantaulax katangae ingår i släktet Aphantaulax och familjen plattbuksspindlar.
Artens utbredningsområde är Kongo. Inga underarter finns listade i Catalogue of Life.